# Démocratisation de l'enseignement en France
 (janvier 2013).
- Si vous ne connaissez pas le sujet, laissez ce bandeau (vous pouvez alors contacter les auteurs).
- Si vous supprimez le contenu mis en cause (vous pouvez préalablement contacter les auteurs),

argumentez précisément cette suppression dans la page de discussion
(un manque de référence n'est pas un argument ; une recherche réelle de référence doit avoir été effectuée, être formellement documentée).
La démocratisation ou massification de l'enseignement en France est une notion complexe à définir car polysémique : d'une part, elle désigne la massification de l'accès à l'éducation et à l'enseignement supérieur en France durant le XXe siècle, et en particulier dans l'après-guerre, sous l'effet, entre autres, du baby-boom. D'autre part, elle désigne une transformation de l'institution scolaire et de l'Université dans laquelle la corrélation statistique entre le parcours scolaire des élèves et leur origine sociale (on parle de déterminisme social) s'affaiblit. La démocratisation de l'enseignement désigne aussi, communément, un accès plus large aux savoirs scolaires.

Ces définitions ont donné naissance à des études statistiques nombreuses, parfois complémentaires, parfois contradictoires, selon que le lien statistique entre origine sociale et trajectoire scolaire est étudié en classe de 6e, en classe terminale ou dans les grandes écoles les plus prestigieuses.

En fonction des analyses menées, l’expression « démocratisation de l'enseignement » a été déclinée en quatre formes spécifiques de démocratisation.

## La démocratisation «quantitative»
L'expression « démocratisation quantitative » fait référence à un objectif central des réformes de l'institution éducative qui s'est traduit par l’allongement de la durée de la scolarité obligatoire (de 13 ans en 1882 à 16 ans à la suite de la réforme Berthoin de 1959). Antoine Prost (né en 1933) définit cette démocratisation quantitative de la façon suivante : « on parle de la démocratisation de l’enseignement comme de celles de l’automobile, des vacances ou de la salle de bain » (Prost, 1986, cité p. 12).
L'objectif visé par cette forme de démocratisation est l'ouverture au public le plus large possible des études, à tous les niveaux d'enseignement. Les statistiques publiées par l'Éducation nationale en 2012 sont encourageantes de ce point de vue : le taux d'accès au baccalauréat est monté de 25,9% en 1980 à 71,6% en 2011. Ce constat est pourtant incomplet : Prost précise par la suite que la démocratisation quantitative ne supprime pas les inégalités, elle les déplace seulement. En effet, dans son bilan Que vaut l'enseignement en France ?, Christian Forestier montre que les inégalités d'accès au bac ont diminué, mais il s'avère qu'en pratique cela n'a été permis que par une orientation massive vers les filières professionnelles qui ne peuvent plus offrir les mêmes débouchés que les filières générales.
Le problème qui se pose est le suivant : lorsque l’accès au collège se généralise, mais que les inégalités se déplacent (et potentiellement se creusent) pour l'entrée a posteriori dans des établissements ou des voies, l’expression « démocratisation quantitative » est-elle encore adéquate ? Deuxièmement, si l’accès au bac, toutes filières confondues, est socialement plus égalitaire alors que le recrutement de la terminale scientifique s’embourgeoise, comment faut-il nommer une telle transformation de l'enseignement ?
Ces critiques peuvent se résumer à une seule question : la démocratisation quantitative est-elle une démocratisation à elle-seule ? La réponse retenue est négative si les inégalités d'accès à l'école selon le milieu social ont diminué pour un niveau de scolarité en raison de sa généralisation (par exemple l’accès en 6e ou en 3e) mais restent constantes ou s’accroissent à d'autres niveaux, notamment au niveau de l'enseignement supérieur. Stéphane Hlaimi et Frédéric Salladarré montrent que les aspirations familiales influencent positivement l’obtention du bac général. En outre, ils suggèrent que les mauvaises performances scolaires amènent les familles à accorder plus d’importance à la réussite dans l’enseignement supérieur pour accéder à l’emploi. Dès lors, les itinéraires scolaires peuvent être vus comme la résultante des interactions entre les structures institutionnelles et les arbitrages faits par les individus.

## La démocratisation «qualitative»
Pour Antoine Prost, la démocratisation « qualitative » constitue une autre préoccupation des réformes du XXe siècle : rendre le destin scolaire des élèves moins dépendant de leur origine sociale. Au début des années 1920, cette modalité de démocratisation a été favorisée par les Compagnons de l’Université Nouvelle pour lesquels l’avènement d’un « enseignement démocratique » nécessite « l’école unique » et « la sélection par le mérite ». Cette sélection par le mérite s’oppose à la sélection via l’argent qui constitue le principe organisateur central de l’institution scolaire en 1920 (à l'époque, la scolarité est payante à l'entrée de la sixième).
Dans les années 1930, la gratuité de l’enseignement secondaire a poursuivi un objectif d’égalisation des chances. Cette politique a eu pour objet « non d’augmenter le nombre de candidats au baccalauréat, mais simplement de faciliter l’accès de la culture secondaire aux enfants que leurs aptitudes y appellent, alors que la situation de la fortune de leur famille les en écarte. » (Circulaire de juillet 1928).
La dénomination actuellement utilisée implicitement pour cette quête d'égalité est celle d'égalité des chances, contrairement à l'égalité des places. Cette distinction est précisée par François Dubet, dans sa conférence Les places et les chances : repenser la justice sociale, et a son importance, car ces deux pensées sont valables, même si aujourd'hui l'une est privilégiée.
Le problème, évidemment essentiel, réside dans les modalités de mesure de cette égalisation sociale des trajectoires scolaires. En fonction des modes de mesure, certains chercheurs (Thélot et Vallet, 2000 [réf. incomplète]) considèrent que l'accès au baccalauréat toutes séries confondues a été marqué par une baisse des inégalités sociales au cours du XXe siècle. Cette conclusion est remise en cause lorsque la mesure porte sur certaines séries de baccalauréat, sur l'enseignement supérieur et notamment sur les grandes écoles. Dans les très grandes écoles (les « écoles de pouvoir » : ENS, Polytechnique, ENA, HEC Paris), Albouy et Wanecq (2003 [réf. incomplète]) ont montré un accroissement de la proportion d'enfants d'origine aisée au cours des vingt dernières années. Dans ce cas, on assiste non pas à une démocratisation de ces écoles mais à un embourgeoisement de celles-ci.

## La démocratisation uniforme
Afin de dépasser les limites des définitions proposées par Prost, une première démarche a été de préciser la notion de démocratisation quantitative. Éric Maurin, dans son ouvrage La nouvelle question scolaire, les bénéfices de la démocratisation, a montré que les élèves poursuivent en moyenne leurs études plus longtemps, obtiennent des diplômes plus élevés, mais que cette évolution a bénéficié de façon à peu près semblable à tous les milieux sociaux.
Pour caractériser cette transformation du système éducatif, Goux et Maurin ont proposé la notion de « démocratisation uniforme ». Cette notion présente un avantage essentiel : elle précise comment les inégalités se sont déplacées, en l’occurrence, en restant de même ampleur. Utile pour caractériser les modalités d’allongement des études survenues à la fin du XXe siècle, la notion de démocratisation uniforme n’est toutefois pas totalement satisfaisante. En premier lieu, si les inégalités sont restées les mêmes, le terme de démocratisation qui sous-entend une égalisation des chances scolaires est-il justifié ? En second lieu, les inégalités sociales des cursus scolaires[pas clair] ne se translatent pas toujours et seulement de façon « uniforme » « vers le haut »[réf. nécessaire].

## La démocratisation ségrégative
Il existe des inégalités de recrutement social propres à des niveaux d’études donnés, par exemple au niveau des différentes séries des classes terminales (séries générales versus séries professionnelles), ou bien au niveau des différentes filières de l’enseignement supérieur : le recrutement social des universités est nettement plus populaire que celui des Classes Préparatoires aux Grandes Écoles (les débouchés sont également différents). 
Dans les périodes d’expansion de la scolarisation, comment ces inégalités inter-filières se transforment-elles ? De 1985 à 1995, période pendant laquelle le taux de bacheliers par génération est passé approximativement de 30 % à plus de 60 %, le recrutement social des différentes séries du baccalauréat s’est transformé d’une façon très singulière : ce sont les séries dont le recrutement est le plus populaire - les séries professionnelles - qui s’ouvrent socialement davantage. A contrario, la section scientifique conserve pratiquement le même recrutement social. 
Ce mouvement singulier est désigné par l’expression « démocratisation ségrégative » de l’accès au bac (Pierre Merle, 2002, 2009). Le premier terme de l’expression rend compte de l’élargissement social de l’accès au bac toutes séries confondues, le second de la divergence croissante du recrutement social entre les différentes séries du bac. Le même constat de démocratisation ségrégative vaut pour l’enseignement supérieur : l'accès s'est élargi sensiblement au cours du dernier quart de siècle du XXe siècle (1975 - 2000) mais de façon différenciée. Au début du XXIe siècle, l'université a un recrutement social plus diversifié alors que les Classes Préparatoires aux Grandes Écoles ont un recrutement social où les enfants des catégories aisées sont fortement sur-représentées.

## Un objet de recherche toujours polémique
Le thème de la démocratisation de l'enseignement fait actuellement l'objet de trois interrogations essentielles.
- Premièrement, comment expliquer le maintien des inégalités de cursus scolaires selon l'origine sociale ? Cette question fait l'objet de très nombreuses recherches. On se limitera à indiquer que les études internationales montrent que l'inégalité est plus grande dans des pays comme l'Allemagne où l'orientation scolaire est très précoce (à la fin de l'école primaire) alors qu'elle est plus faible dans les pays nordiques qui se caractérisent par un véritable collège unique.
- Deuxièmement, alors que la diffusion considérable de l'accès à l'enseignement est incontestée, faut-il pour autant parler de démocratisation ? Le terme « massification » ne convient-il pas mieux si l'allongement des études n'a pas diminué les inégalités de cursus scolaires selon l'origine sociale ? L'inventaire détaillé de l'évolution des inégalités sociales de cursus selon les différentes filières de l'enseignement supérieur reste encore à mener.
- Troisièmement, l’élargissement considérable de l'accès à l'enseignement supérieur est l’objet d'une opposition classique. D'un côté, cette évolution est analysée en termes d'inflation scolaire, source de désillusion pour les nouveaux diplômés (Marie Duru-Bellat, 2006 [réf. incomplète]) ; de l'autre (Éric Maurin, 2007 [réf. incomplète]), l'expansion scolaire doit se poursuivre. Elle serait profitable aux nouveaux diplômés et indispensable au développement économique. Les travaux récents de Louis Chauvel (2006 [réf. incomplète]) montrent toutefois la panne de l'ascenseur social et le déclassement professionnel que connaissent les nouveaux diplômés.

Depuis 1995, le taux d'accès au bac dans une génération reste stable en France. Les réformes scolaires se succèdent sans venir à bout des inégalités scolaires.

## Ressource
- http://www.democratisation-scolaire.fr, par le Groupe de Recherches sur la Démocratisation Scolaire (GRDS)
- http://www.democratisation.fr , par Sciences Po Lille, à l'initiative du Programme d'Études Intégrées.